# 두천

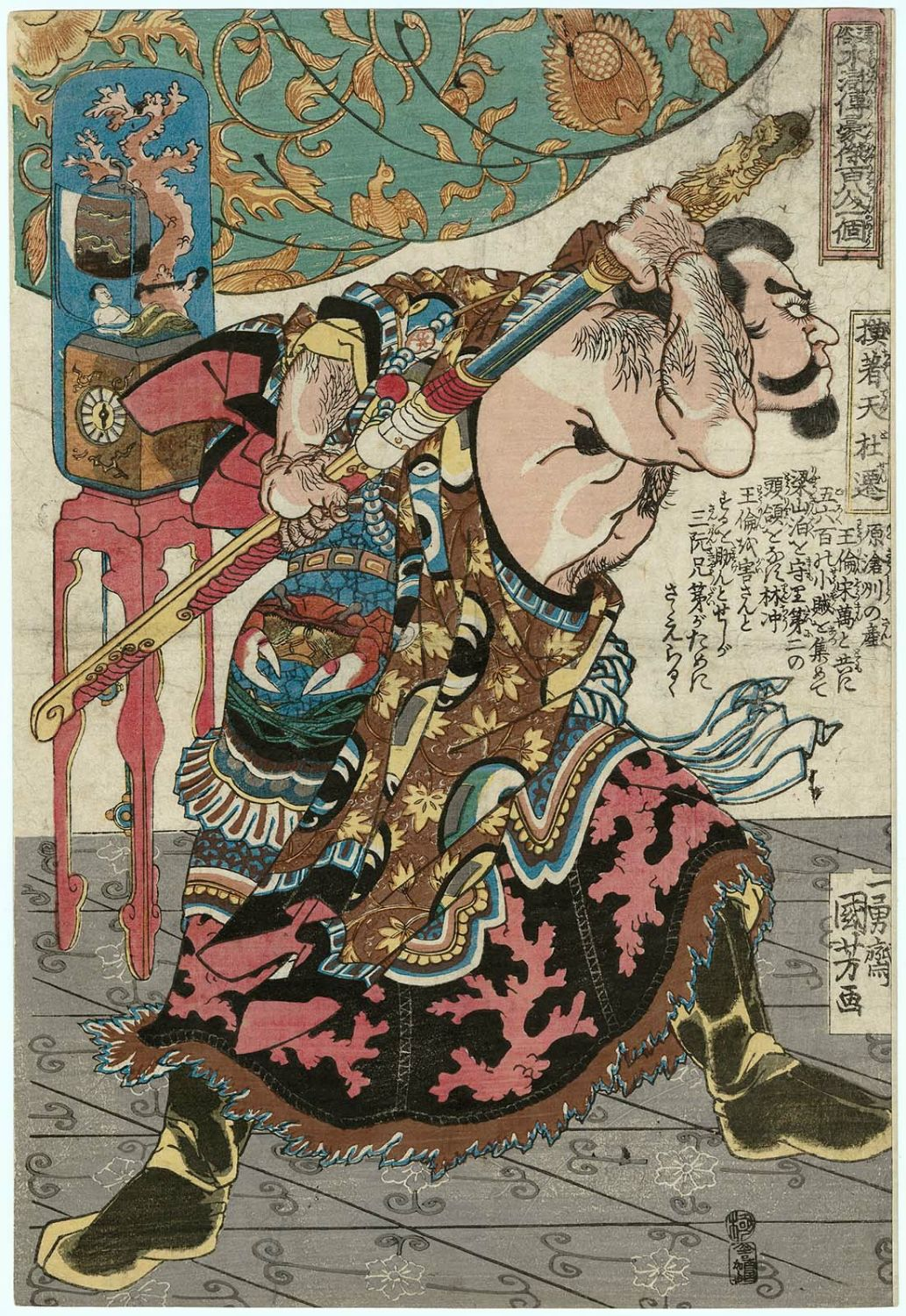

두천(杜遷)은 중국의 사대기서(四大奇書) 중 하나인 《수호전》(水滸傳)에 등장하는 인물로, 108성 중 83위이자 지살성(地煞星)의 지요성(地妖星)에 해당한다. 상당히 큰 거한으로, '하늘에 닿는다'라는 의미의 모착천(摸着天)이라는 별호로 불린다. 108성 중 양산박(梁山泊) 내에서는 최고참 중 한 명이다.

## 생애
과거에서 낙방한 친구인 왕륜(王倫)과 함께 양산박(梁山泊)에서 산적 노릇을 하고 있었으며, 이후 송만(宋萬), 주귀(朱貴)를 받아들여 7 ~ 8 백여명의 부하를 거느리는 수준까지 세력을 확대했다. 그 뒤 이후 임충(林冲)이 양산박에 합류하려 하자 왕륜이 임충의 능력을 두려워해 임충을 받아들이려 하지 않았고, 두천은 다른 동료들과 함께 왕륜을 설득해 3일 이내에 지나가는 나그네 한 명을 죽이고 금품을 빼앗아오는 조건으로 임충을 받아들이기로 했다. 이후 양지(楊志)와 함께 임충을 양산박의 일원으로 받아들이라고 다시 한 번 왕륜을 설득해 임충을 양산박으로 합류시켰다.
이후 양산박에 조개(晁蓋)가 몸을 의지하기 위해 찾아왔으나, 이전과 마찬가지로 왕륜이 자신의 지위 보전을 위해 조개를 받아들이지 않았다. 이에 임충은 왕륜을 설득하려 했지만 실패했고, 결국 임충이 왕륜을 살해한 뒤 조개를 새로운 두령으로 삼자 두천 또한 이에 따랐다. 그 뒤에는 군량미 운송이나 적진에 잠입하거나 요새를 지키는 등의 역할을 수행했고, 호연작(呼延灼)이 양산박을 공격해오자 유당(劉唐)과 함께 한도(韓滔)를 붙잡는 등의 공을 세웠다.
108성 집결 이후에는 보병군(步兵軍) 장교(將校) 중 한 명으로 임명되었으며, 그 뒤 방랍(方臘)의 난을 진압하는 과정에서 난전 중 사망했다.